# Ryad Mezzour
Ryad Mezzour est un ingénieur marocain, Ministre de l’industrie et du commerce du Maroc depuis le 7 octobre 2021.

## Biographie
Né à Rabat en 1971, ce membre de bureau exécutif de l’Alliance des économistes istiqlaliens, est un ingénieur de l’Ecole polytechnique de Zurich. Il commence sa carrière professionnelle en 1996 au sein du groupe suisse ABB qu’il quitte deux ans plus tard pour préparer un Master à l’Ecole polytechnique fédérale de Zurich.
Il rentre au Maroc en 2003 pour occuper le poste de directeur général de Budget, fraichement racheté par Finance.com. Deux ans plus tard, il met le cap sur la Somed où il est nommé conseiller du président, avant de prendre les rênes du service trading puis la direction commerciale de la filiale Zellidja.  
Ryad Mezzour revient par la suite dans le secteur de l’automobile pour prendre la direction générale de Suzuki Maroc avant d’intégrer le ministère de l’industrie et du commerce.
Après huit ans à la tête du ministère de l’Industrie, Moulay Hafid Elalamy passe le flambeau à son chef de cabinet. Le 7 octobre 2021, Ryad Mezzour est nommé ministre de l’Industrie et du Commerce dans le gouvernement d'Aziz Akhannouch. 
En juillet 2024, lors d'une interview donnée au magazine Jeune Afrique, Ryad Mezzour annonce que le PIB du Maroc va augmenter de 50 % dans les huit années à venir.